# Jonsko narječje
| Zapadna grupa: ██ dorsko ██ sjeverozapadno dorsko ██ ahejsko dorsko | Središnja grupa: ██ eolsko ██ arkadociparsko | Istočna grupa: ██ atičko ██ jonsko |
|                                                                     |                                              |                                    |

Jonsko grčko narječje jest skupina dijalekata starogrčkoga jezika kojima se govorilo od 11. do 4. stoljeća pr. Kr. u Eubeji, Joniji, većini egejskih otoka, te u grčkim kolonijama oko sjevernoga Egejskoga mora, obalama Crnoga mora i zapadnom Sredozemlju.  Steklo je prestiž jer čini osnovu jezika epskih pjesnika Homera i Hezioda, te zbog srodnosti atičkome narječju Atene.  Koriste ga klasični pisci Arhiloh, Anakreont, Teognis, Herodot i Hipokrat, te u rimskome razdoblju Aretej, Arijan i Lucijan.
Jonski alfabet grada Mileta, usvojen u Ateni 403. pr. Kr., čini osnovu današnjega grčkoga pisma.

## Povijest
Pretpostavlja se da se jonsko narječje proširilo s grčkog kopna na Malu Aziju u doba dorske seobe u 11. st. pr. Kr.  Pred kraj grčkog mračnog doba govorilo se na istočnoj egejskoj obali i otocima Samosu i Hiosu, te se odatle širilo kolonizacijom.
Homerski odnosno epski grčki, kojim su spjevani homerski epovi Ilijada i Odiseja te ostala djela pripisana Homeru i Heziodu, sastoji se od staroga oblika jonskoga narječja s primjesama eolskoga.  Prvi predsokratski filozofi Tales, Anaksimandar, Anaksimen i Heraklit, pjesnik Anakreont, te logografi Hekatej i Helanik, djeluju u Joniji te pišu tamošnjim narječjem.  U klasično doba, novim jonskim narječjem pišu prvi povjesničar Herodot, te autori djela pripisanih Hipokratu koja čine osnove znanstvene medicine.
Nakon osvajanja Aleksandra Velikoga, mnoge jonske riječi uklopljene su u grčku koine koja postaje opći jezik istočnoga Sredozemlja.